# S/2021 J 4
S/2021 J 4, è un piccolo satellite naturale irregolare del pianeta Giove.

## Scoperta
Il satellite è stato scoperto il 14 agosto 2021 da Scott S. Sheppard utilizzando il telescopio Magellano-Baade da 6,5 m dell'Osservatorio di Las Campanas, in Cile. L'annuncio ufficiale della scoperta è stato dato 19 gennaio 2023 dal Minor Planet Center, dopo osservazioni raccolte in un intervallo di tempo sufficiente a confermare l'orbita del satellite.

## Denominazione
In attesa della promulgazione della denominazione definitiva da parte dell'Unione Astronomica Internazionale, il satellite è noto mediante la  designazione provvisoria S/2021 J 4.

## Parametri orbitali
Il satellite è caratterizzato da un movimento retrogrado ed appartiene al gruppo di Carme, costituito dai satelliti naturali di Giove irregolari caratterizzati da un moto retrogrado attorno al pianeta, da semiassi maggiori compresi fra i 22 e 24 milioni di km e da inclinazioni orbitali comprese tra 163° e 166° all'eclittica.
S/2021 J 4 ha un diametro di circa 1 km e orbita con moto retrogrado attorno a Giove in 710,13 giorni, a una distanza media di 22,946 milioni di km, con un'inclinazione di 164,54° rispetto all'eclittica e un'eccentricità orbitale di 0,1585.
Il suo diametro di circa 1 km, lo rende assieme a S/2010 J 2 il più piccolo satellite di Giove conosciuto alla fine del 2022.